# Cyrtidula quercus
Cyrtidula quercus är en svampart som först beskrevs av A. Massal., och fick sitt nu gällande namn av Minks. Cyrtidula quercus ingår i släktet Cyrtidula, klassen Dothideomycetes, divisionen sporsäcksvampar och riket svampar.  Arten är reproducerande i Sverige. Inga underarter finns listade i Catalogue of Life.